# Melrose (entreprise)
Pour les articles homonymes, voir Melrose.
Melrose plc ou Melrose Industries (LSE : MRO) est une société holding  britannique d'investissement spécialisée dans l'acquisition et l'amélioration des performances de sociétés en difficulté, dont le siège est situé à Londres. Melrose est présente à la Bourse de Londres et fait partie de l'indice FTSE 100. 
Melrose Industries se classait en 2023 au 59e rang mondial pour la production d'armement.

## Historique
En juillet 2015, Honeywell acquiert Elster, filiale de Melrose, qui regroupe les activités de mesures présentes notamment dans l'industrie gazière, pour 3,3 milliards de livres soit l'équivalent de 5,1 milliards de dollars.
En janvier 2018, Melrose annonce avoir lancé une opération hostile sur GKN pour 7,4 milliards de livres.

## Controverse

### GKN Campi Bisenzio
Dans un rapport de 2020 du groupe basé à Londres il est écrit « Au sommet de tout, il y a le bien-être des employés. ».
Le 10 juillet 2021, la société notifie par un mail PEC (Posta elettronica certificata) sur le smartphone le licenciement des 422 travailleurs de l'établissement à Campi Bisenzio de équipementier automobile GKN . Il n'y avait personne dans l'usine, tout le monde bénéficiant d'un congé payé convenu de longue date.

## Activités
- Systèmes de transmission automobile.

- Structures aéronautiques et de systèmes de moteurs.

- Climatisation, ventilation et chauffage.

- Pièces de précision en poudre métallique  destinés aux secteurs automobile et industriel .

- Produits ergonomiques (supports muraux, chariots, supports de bureaux, de postes de travail et de stands).

## Principaux actionnaires
Au 24 janvier 2020:
| Select Equity Group                             | 3,35% |
| Aviva Investors Global Services                 | 3,16% |
| Capital Research & Management (World Investors) | 2,93% |
| Legal & General Investment Management           | 2,88% |
| Threadneedle Asset Management                   | 2,77% |
| The Vanguard Group                              | 2,75% |
| Norges Bank Investment Management               | 2,48% |
| BlackRock Fund Advisors                         | 2,21% |
| Fidelity Management & Research                  | 1,87% |
| BlackRock Investment Management                 | 1,80% |